# Панатенеје
Панатенеје су велике свечаности са јавним играма које су се Старогрчкој Атини одржавале у част рођендана богиње Атине, средином лета сваке четврте године и трајале су више дана. Одржавале су се од 566. године п. н. е. па све до 3. века, кад је римски цар Теодосије укинуо ове игре сматрајући их паганским ритуалима.
Панатенејски фестивал је формиран у част богиње Атине која је постала заштитница Атине након такмичења са богом Посејдоном где је требало да задобије наклоност атинског народа нудећи људима дарове. Фестивал би такође донео јединство међу грађанима Атине. 
После гимнастичких и музичких такмичења, у којим су победници добијали као награде, посебно израђене амфоре (панатенејске амфоре), напуњене уљем светих маслина, свечаностити су се завршавале великом свечаном поворком до Акропоља. У поворци се на броду на точковима возио скупоцени пеплос, који су израдиле атинске девојке као поклон Атининој статуи.
Панатенејска поворка је приказана на фризу Партенона (сада у Британском музеју у Лондону).